# 萨兰迪 (南大河州)
萨兰迪是巴西南大河州的一个市镇。总面积353.36平方公里，总人口20444人，人口密度57.9人/平方公里。